# Masacre de Guarujá
La Masacre de Guarujá fue una masacre involucró la policía ocurrió el 31 de julio de 2023 durante la Operación Escudo, dejando al menos 28 muertos. Esta operación se llevó a cabo después de la muerte de un oficial de la ROTA el 27 de julio. La Coalición Negra por los Derechos organizó protestas.
El gobernador de São Paulo, Tarcísio de Freitas, defendió la actuación policial, asegurando que "no hubo excesos" por parte de los agentes. Sin embargo, hubo informes de tortura por parte de testigos.
El 2 de agosto, el secretario de Seguridad Pública del estado de São Paulo, Guilherme Derrite, afirmó que las denuncias de tortura y ejecuciones durante la acción de la Policía Militar en Guarujá, en la costa paulista, son simplemente narrativas. Durante la discusión en la CPI del Movimiento de los Trabajadores Sin Tierra en la Cámara de Diputados en Brasilia, señaló que todos los exámenes del Instituto Médico Legal y las necropsias no mostraron signos de violencia, y mucho menos de tortura.

## Contexto e historia
El 27 de julio de 2023, en Vila Zilda, Guarujá, los policías de la ROTA Patrick Bastos Reis, fallecido, y Cabo Marin fueron baleados durante un patrullaje. En este contexto, se inició la Operación Escudo, supuestamente para encontrar a los autores del crimen.
La Operación Escudo tiene una duración prevista de un mes e involucra a todas las fuerzas de operaciones especiales del estado, con alrededor de 3 mil agentes de la Policía Militar. El 29 de julio, el vendedor ambulante Felipe Vieira Nunes, sin antecedentes criminales, fue asesinado por la Policía. Testigos informan de torturas y el cuerpo del vendedor ambulante presentaba quemaduras de cigarrillos y marcas de tortura.
El 5 de septiembre, el gobierno estatal de Tarcísio de Freitas anunció el fin de la Operación Escudo. En los 40 días de acción, según el balance del secretario Guilherme Derrite, se detuvieron a 958 personas y 28 individuos murieron en supuestos enfrentamientos con la policía.
El 12 de septiembre, la Policía Militar anunció que una nueva fase de la misma operación comenzaría en la costa después de la muerte de un sargento retirado asesinado por criminales en dos motocicletas en São Vicente, el 8 del mismo mes.

### Consecuencias
El 26 de febrero de 2024, las entidades de defensa de los derechos humanos y los institutos ligados a la seguridad pública entregaron por la noche al fiscal general de Justicia, Mario Sarrubbo, un informe de denuncias de abusos y violencia policial durante la Operación Escudo en la Baixada Santista. El informe entregado al fiscal general de Justicia de São Paulo presenta, a partir de relatos de familiares y testigos, 'asesinatos, tortura, socorro dificultado, alteración de la escena del crimen', del 7 al 9 de septiembre de 2023 en las ciudades de Santos y São Vicente.
El 16 de abril, el portavoz de la Policía Militar del Estado de São Paulo confirmó que el gobierno estatal reanudó la Operación Escudo en el litoral del estado después de que el soldado Luca Romano Angerami, de 21 años, desapareciera en la madrugada del día 14 del mismo mes en la Baixada Santista.
El 17 de abril, el gobernador de São Paulo, Tarcísio de Freitas, negó la reanudación de dicha operación un día después de la confirmación del portavoz de la Policía Militar.
El 24 de abril de 2024, la Justicia de São Paulo acusó formalmente a dos policías militares de las Rondas Ostensivas Tobias de Aguiar (Rota), la tropa de élite de la Policía Militar de São Paulo, por matar a un hombre y simular que estaba armado durante la Operación Escudo, en julio de 2023, en la Baixada Santista. Según la denuncia del Ministerio Público de São Paulo (MP-SP), la noche del 29 de julio de 2023, los policías militares Rafael Perestrelo Trogillo y Rubem Pinto Santos mataron a Jefferson Junio Ramos Diogo, de 34 años, en una favela ubicada en la Rua Quatro, número 1, en Guarujá.